# Пандора (дочь Эрехтея)
Пандора (др.-греч. Πανδώρα «всем одарённая») — персонаж древнегреческой мифологии, дочь Эрехтея и Праксифеи. Согласно Гигину, покончила с собой (принеся себя в жертву) во время войны афинян с элевсинцами вместе с четырьмя другими дочерями. Согласно «Суде», у Эрехтея было шесть дочерей, и только Протогония и Пандора покончили с собой. У Аполлодора не упоминается, но известен сын Эрехтея по имени Пандор.